# Hypolimnas sila
Hypolimnas sila är en fjärilsart som beskrevs av Hans Fruhstorfer 1912. Hypolimnas sila ingår i släktet Hypolimnas och familjen praktfjärilar. Inga underarter finns listade i Catalogue of Life.